# Prometheus-Kantate

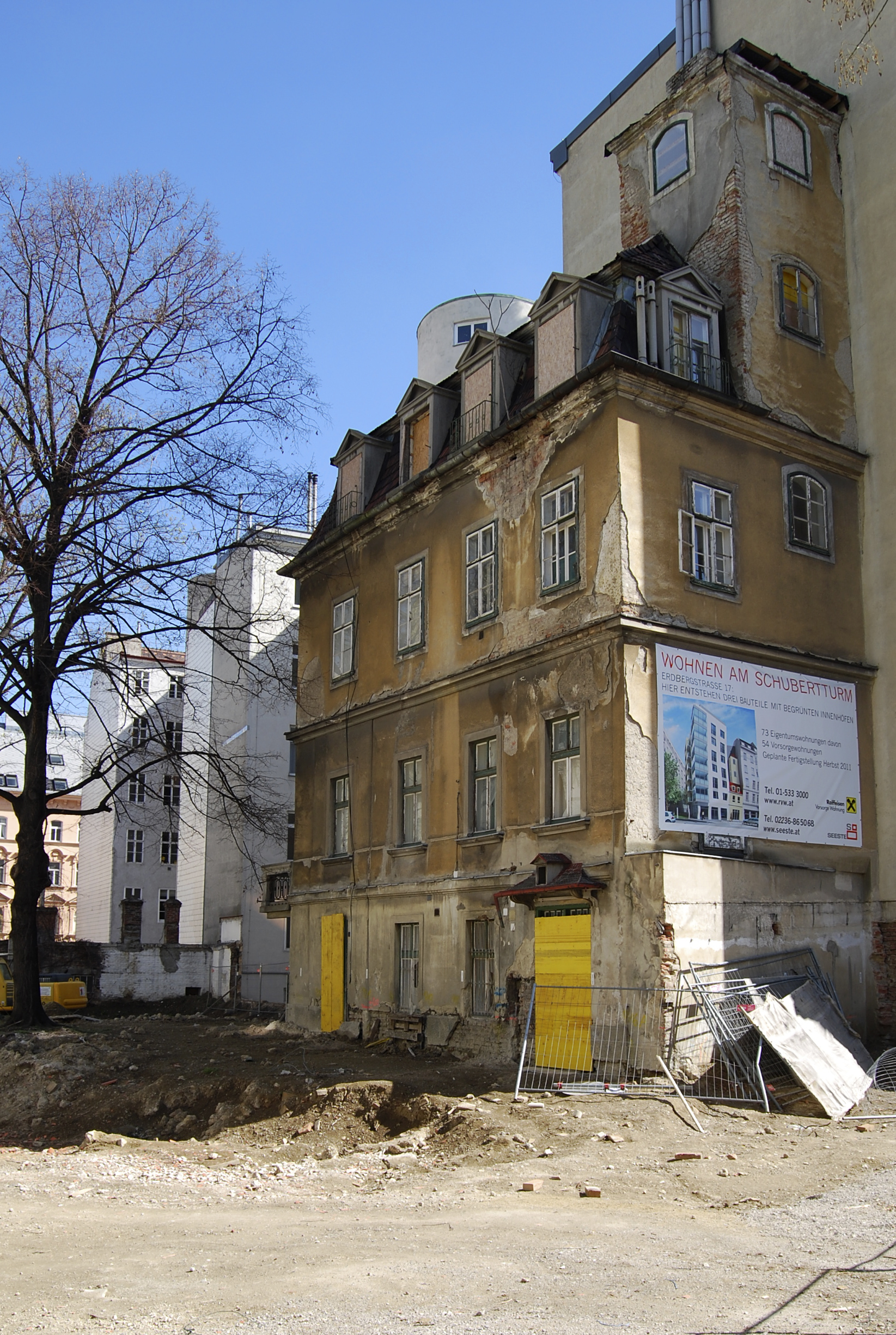
Schubert-Turm in Erdberg (Wien III., Erdbergstraße 17, Zustand 2010), wo 1816 im Garten die Uraufführung von Schuberts Prometheus-Kantate D 451 stattfand

Prometheus (D 451) ist eine 1816 entstandene Kantate für Solostimmen, Chor und Orchester von Franz Schubert auf einen Text von Philipp Draexler von Carin. Das Werk ist verschollen.

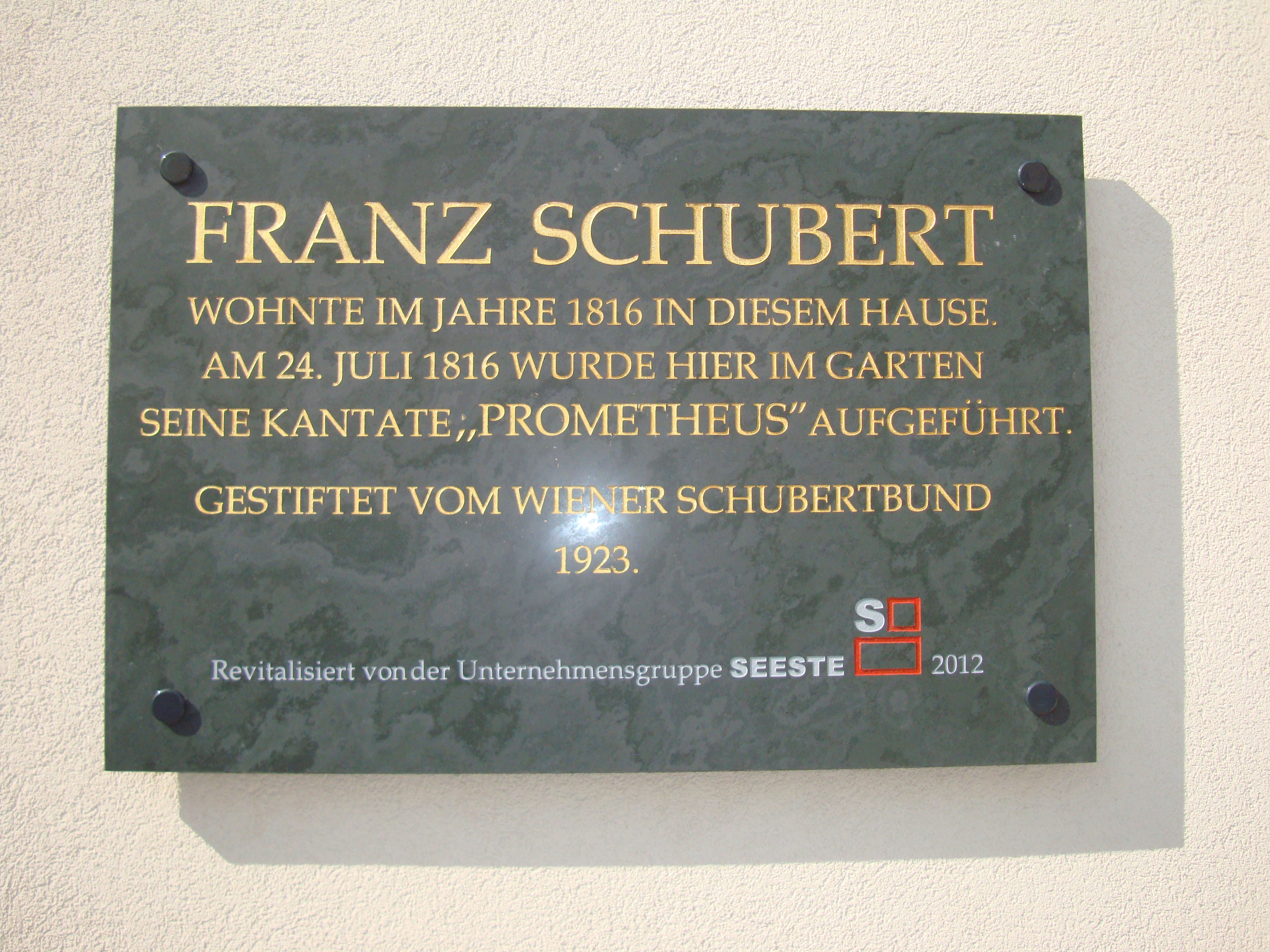
Gedenktafel des Schubertbunds (1923)

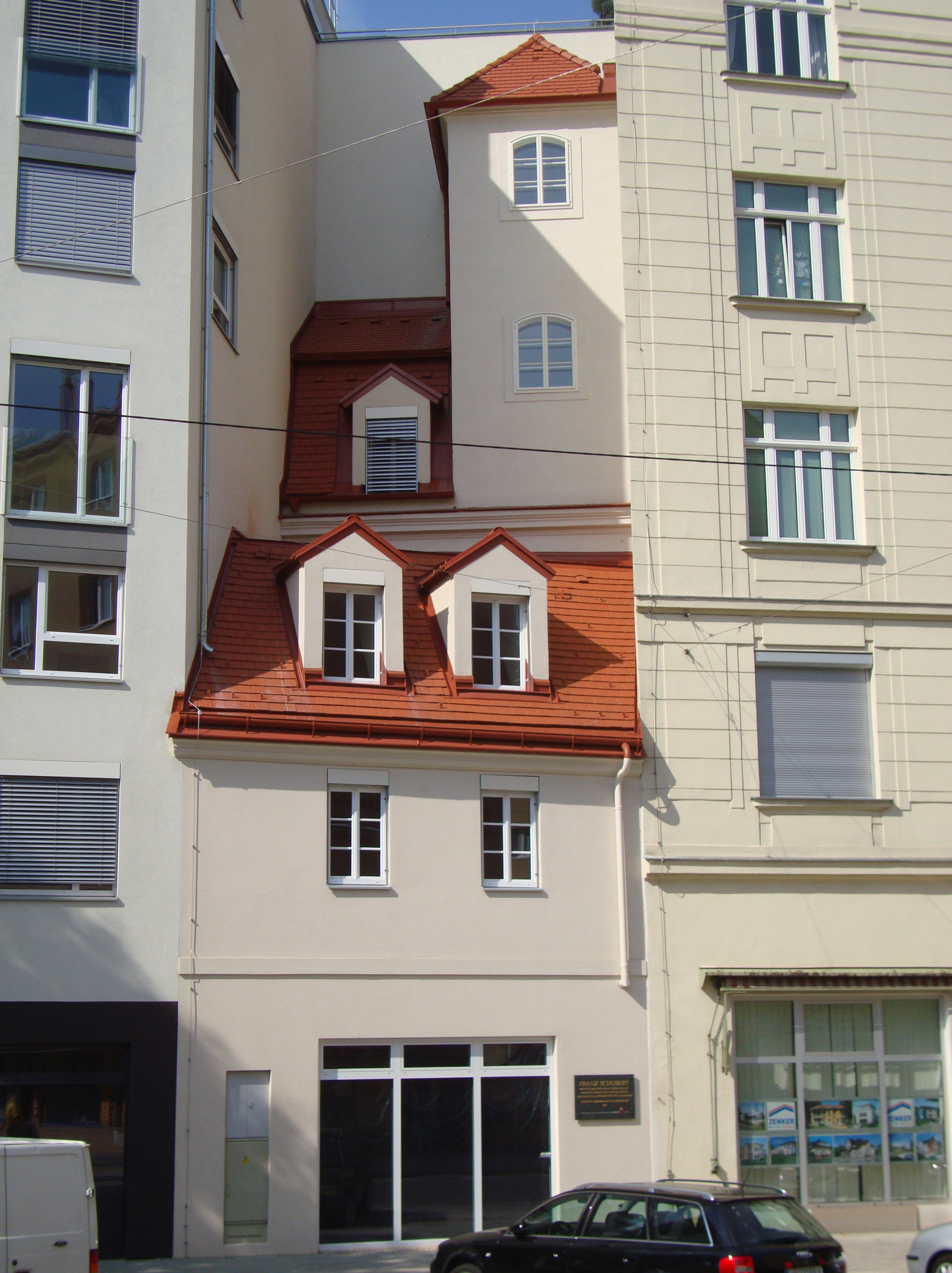
Heutiges Relikt des Turmes

## Werk und Werkgeschichte

### Entstehung
Mehrere Jusstudenten, darunter Graf Constantin Wickenburg beschlossen, den Professor der politischen Wissenschaften, Heinrich Joseph Watteroth, im Jahr 1816 an seinem Namenstag (dem 12. Juli) mit einer musikalischen Feier zu überraschen, welche in dem zu seinem Wohnhaus in der Wiener Vorstadt Erdberg gehörigen Garten stattfinden sollte. Der Student Philipp Draexler von Carin dichtete während eines Spazierganges in Baden die Kantate „Prometheus“, welche dem ihm persönlich unbekannten Franz Schubert zur Vertonung übergeben wurde. Schubert schrieb in sein Tagebuch vom 17. Juni 1816: „An diesem Tag componirte ich das erste Mahl für Geld. Nämlich eine Cantate für die Nahmensfeyer des Hr. Professors Wattrot von Dräxler. Das Honorar ist 100 fl. W. W.“

### Aufführung
Die Proben für die Aufführung fanden in der Universität statt. Die Aufführung wurde wegen ungünstigen Wetters mehrfach verschoben, konnte aber am 24. Juli 1816 stattfinden. Maria Lagusius-Griesinger († 1861) und Joseph Götz hatten die Solopartien der Gäa und des Prometheus übernommen. Studenten wirkten im Chor und Orchester mit. Die Ansprache für Watteroth hielt Graf Wickenburg. Die Aufführung scheint erfolgreich gewesen zu sein. Leopold von Sonnleithner schlug das Werk zur Darbietung im Wiener Musikverein vor, doch unterblieb das.

### Weitere Geschichte
Schubert wurde in seinen letzten Lebensjahren mehrfach gebeten, das Stück zu einer Aufführung zur Verfügung zu stellen, so etwa vom Stift Göttweig, wohin auch die Partitur und die von Schubert selbst herausgeschriebenen Stimmen gesendet wurden. Dieses Notenmaterial soll wieder an Schubert zurückgestellt worden sein, ist seit seinem Tod aber verschollen.

### Örtlichkeiten
Das Haus, in dem zu Beginn des 19. Jahrhunderts Heinrich Joseph Watteroth – sowie eine Zeit lang auch seine Studenten Johann Mayrhofer und Joseph von Spaun – lebten, stand in Wien-Erdberg noch bis 2010. Die Überreste des von Bomben im Zweiten Weltkrieg teils zerstörten Anwesens sollten 2006 einem Neubau weichen, doch schritten dagegen das Bundesdenkmalamt und die Bezirksvorstehung Landstraße ein. Heute hat sich nur der rekonstruierte sogenannte „Schubert-Turm“ erhalten. An diesem befindet sich eine Gedenktafel, die an die Aufführung der Kantate erinnert und vom Wiener Schubertbund 1923 gestiftet wurde.